# Andreas Deutsch

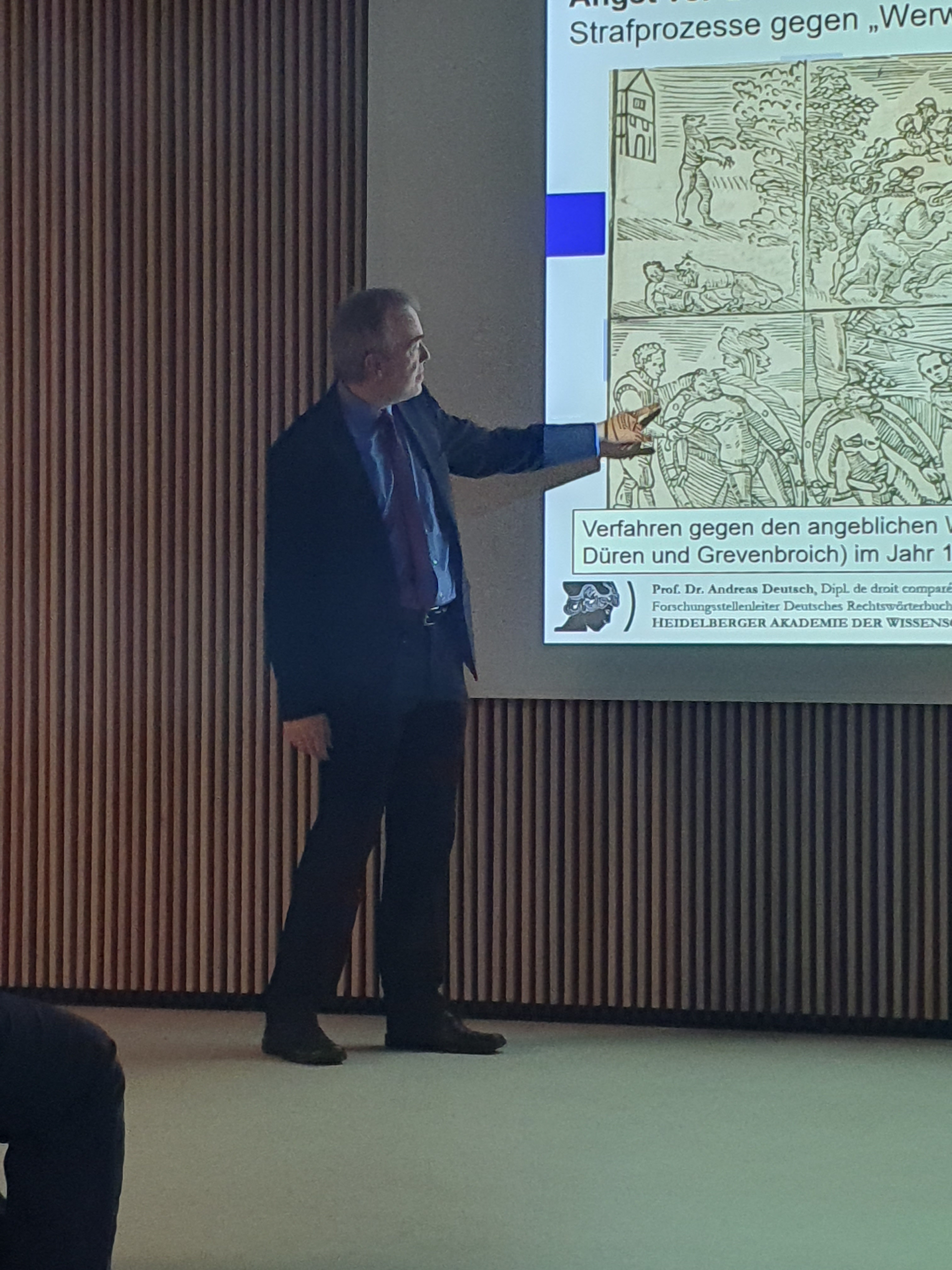
Andreas Deutsch im historischen Archiv der Stadt Köln (2025)

Andreas Deutsch (* 7. September 1970 in Schwäbisch Hall) ist ein deutscher Rechtswissenschaftler.

## Leben
Nach dem Studium der Rechtswissenschaft in Heidelberg und Münster (1995 erstes juristisches Staatsexamen in Heidelberg) und dem Studium 1995/1996 der Rechtsvergleichung am Institut de Droit Comparé in Paris absolvierte er das Rechtsreferendariat (zweites juristisches Staatsexamen in Baden-Württemberg). Ab Ende 1998 war er wissenschaftlicher Mitarbeiter am Lehrstuhl von Adolf Laufs am Institut für geschichtliche Rechtswissenschaft der Ruprecht-Karls-Universität in Heidelberg. Nach der Promotion 2002 war er wissenschaftlicher Assistent am Lehrstuhl von Albrecht Cordes an der Goethe-Universität. Seit 2007 ist er Leiter der Forschungsstelle Deutsches Rechtswörterbuch und seit 2016 Honorarprofessor der Juristischen Fakultät der Universität Heidelberg. 

## Schriften (Auswahl)
- Die Henker – Außenseiter von Berufs wegen?. Leipzig 2001, ISBN 3-935693-04-4.
- Der Klagspiegel und sein Autor Conrad Heyden. Ein Rechtsbuch des 15. Jahrhunderts als Wegbereiter der Rezeption. Köln 2004, ISBN 3-412-13003-6.
- Ein Geheimbund mit Lizenz zum Töten. Der Anti-Illuminaten-Orden des Johann Ludwig Klüber. Edition der Geheimbundsatzung mit Einleitung. Stuttgart 2010, ISBN 978-3-515-09676-8.
- Deutsches Rechtswörterbuch. Band 14. Heft 1/2. Stegreif–Stocherwort. Weimar 2019, ISBN 3-476-05156-0.